# Асти (провинция)
Вижте пояснителната страница за други значения на Асти.
Асти (на италиански: Provincia di Asti) е провинция в Италия, в региона Пиемонт.
Площта ѝ е 1511 км², а населението – около 220 000 души (2007). Провинцията включва 118 общини, административен център е град Асти.

## Административно деление
Провинцията се състои от 118 общини:
- Асти
- Албуняно
- Аляно Терме
- Антиняно
- Араменго
- Ацано д'Асти
- Балдикиери д'Асти
- Белвельо
- Берцано ди Сан Пиетро
- Бруно
- Бубио
- Бутилиера д'Асти
- Валфенера
- Вальо Сера
- Везиме
- Виале
- Виариджи
- Вила Сан Секондо
- Вилафранка д'Асти
- Виланова д'Асти
- Виляно д'Асти
- Винкио
- Грана
- Грацано Бадольо
- Дузино Сан Микеле
- Изола д'Асти
- Инчиза Скапачино
- Казорцо
- Каламандрана
- Калиано
- Калосо
- Камерано Казаско
- Канели
- Кантарана
- Каприльо
- Касинаско
- Кастаньоле деле Ланце
- Кастаньоле Монферато
- Кастел Больоне
- Кастел Рокеро
- Кастел'Алферо
- Кастелеро
- Кастелето Молина
- Кастелнуово Белбо
- Кастелнуово Дон Боско
- Кастелнуово Калчеа
- Кастело ди Аноне
- Киузано д'Асти
- Коацоло
- Коконато
- Корсионе
- Кортандоне
- Кортанце
- Кортацоне
- Кортильоне
- Косомбрато
- Костильоле д'Асти
- Куаранти
- Кунико
- Лоацоло
- Маранцана
- Марето
- Моаска
- Момбалдоне
- Момбаруцо
- Момберчели
- Монале
- Монастеро Бормида
- Монкалво
- Монкуко Торинезе
- Монгардино
- Монтабоне
- Монталдо Скарампи
- Монтафия
- Монтегросо д'Асти
- Монтекиаро д'Асти
- Монтеманьо
- Монтильо Монферато
- Морансенго
- Ница Монферато
- Олмо Джентиле
- Пасерано Марморито
- Пенанго
- Пиеа
- Пино д'Асти
- Пиова Масая
- Портакомаро
- Ревиляско д'Асти
- Рефранкоре
- Роато
- Робела
- Рока д'Арацо
- Рокаверано
- Рокета Палафеа
- Рокета Танаро
- Сан Дамиано д'Асти
- Сан Джорджо Скарампи
- Сан Мартино Алфиери
- Сан Марцано Оливето
- Сан Паоло Солбрито
- Сероле
- Сесаме
- Сетиме
- Скурцоленго
- Сольо
- Тильоле
- Тоненго
- Тонко
- Ферере
- Фонтаниле
- Фринко
- Челаренго
- Челе Еномондо
- Черето д'Асти
- Черо Танаро
- Чесоле
- Чинальо
- Чистерна д'Асти